# Léon Delachaux

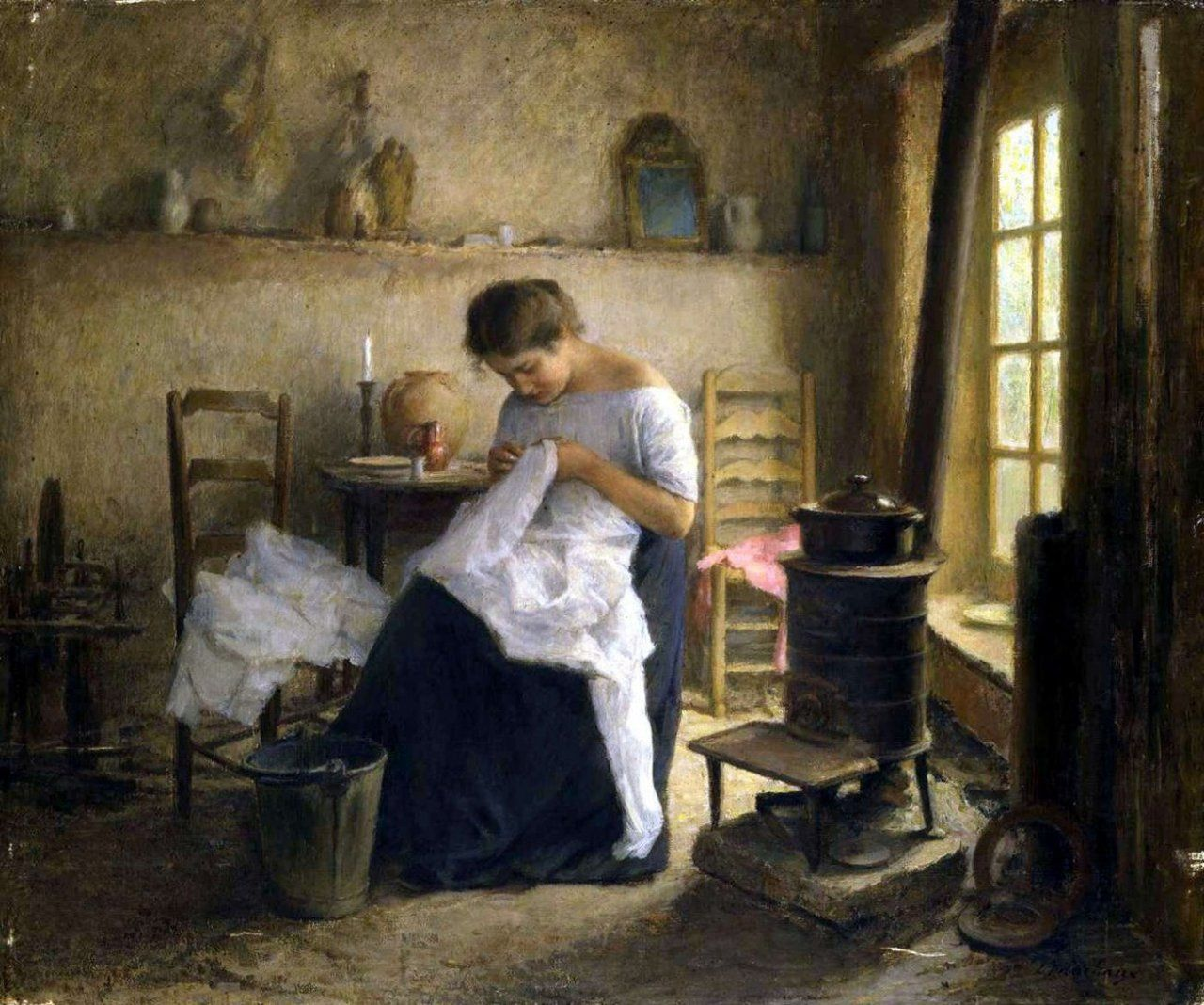
Näherin

Léon Emile Aldala Delachaux (* 30. Juli 1850 in der Nähe von Villers-le-Lac, Doubs; † 27. Januar 1919 in Saint-Amand-Montrond) war ein französischer Maler, der auch in der Schweiz und in den Vereinigten Staaten tätig war.

## Biografie
Léon Delachaux wurde als das erste Kind der Französin und Katholikin Melanie Henry und des Schweizers und Protestanten Louis-Auguste Delachaux geboren. Seine Eltern, beide Uhrmacher, bekamen noch vier Töchter, von denen zwei im Säuglingsalter starben. Zwischen 1850 und 1855 verbrachte Léon Delachaux seine Kindheit in der Schweiz in Murten im Kanton Freiburg. Sein Vater starb 1855 durch Suizid aus materiellen Gründen. Zwischen 1855 und 1859 wurde Léon in Pontarlier mit zwei seiner Schwestern in einer Erziehungsanstalt untergebracht.
Im Jahr 1859 wanderte seine Mutter nach Kairo aus und nahm ihre Kinder mit. 1868 zog Léon  Delachaux nach Marseille. Er verbrachte einige Zeit als Maler auf Karossen und kehrte dann in die Schweiz zurück, wo er eine Anstellung als Edelmetallgraveur fand. Auf den Vorschlag eines Vertreters der amerikanischen Juwelierfirma Tiffany & Co. wanderte Delachaux in die Vereinigten Staaten aus. Er ließ sich 1876 in Philadelphia nieder, wo er Marie-Appoline Noël traf, die aus Étival-Clairefontaine in den Vogesen in Frankreich stammte. Er heiratete sie am 29. April 1875. Ihr einziger Sohn, Clarence, wurde am 14. Dezember 1875 geboren. Léon Delachaux wurde Graveur von Uhrengehäusen. Clarence gründete 1902 in Colombes eine elektrotechnische Firma.
1876 feierte Philadelphia das 100-jährige Bestehen der Unabhängigkeitserklärung der Vereinigten Staaten und eröffnete aus diesem Anlass 1876 die Weltausstellung des Jahrhunderts. Diese  Veranstaltung war entscheidend für Léon Delachaux, der sich entschloss, an der Pennsylvania Academy of the Fine Arts Malerei zu studieren. Zwischen 1876 und 1881 war er Schüler von Thomas Eakins, einem ehemaligen Schüler von Jean-Léon Gérôme. Er versuchte auch zu fotografieren. 1882 entschloss sich Delachaux, mit seiner Familie nach Frankreich zurückzukehren. Er finanzierte die Reisekosten aus dem Vertrag mit seinem Kunsthändler Harrison Earle, dem er versprach, seine französischen Werke zu liefern. 1883 erhielt Delachaux die amerikanische Staatsbürgerschaft.
In Frankreich angekommen, zog er nach Levallois-Perret und besuchte das Atelier von Pascal Dagnan-Bouveret, einem großen Freund von Thomas Eakins, mit dem er bei Jean-Léon Gérôme studierte. 1884 übersiedelte er in die internationale Künstlerkolonie Grez-sur-Loing bei Fontainebleau. Er zeigte seine Werke auf dem Salon des Artistes Français. Im Salon „Crux Ave à Pàques“ (Kunsthaus Zürich) erhielt er 1887 eine lobende Erwähnung. 1889 nahm er an der Weltausstellung Paris 1889 teil und gewann die Bronzemedaille für das Gemälde La Louée à Château-Landon.
1891 verließ Léon Delachaux den Salon des Artistes Français für die Société nationale des beaux-arts. Er wurde 1895 „Associé“, 1901 „Sociétaire“  und 1903 Jurymitglied. Dort stellte er jedes Jahr bis 1915 aus. Von 1900 bis 1919 lebte er in Saint-Amand-Montrond im Cher. 1907 erlangte er seine französische Staatsangehörigkeit zurück, während er seine unveräußerliche Schweizer Staatsangehörigkeit beibehielt. Am 4. November 1911 erhielt Léon Delachaux den Rang eines Ritters der Ehrenlegion. Er starb in Saint-Amand-Montrond und ruht auf dem Friedhof von Grez-sur-Loing.